# Dekanat Virovitički
Dekanat Virovitički – jeden z 10 dekanatów rzymskokatolickich wchodzących w skład diecezji pożedzkiej w Chorwacji. 
Według danych na październik 2015 roku, w jego skład wchodziło 10 parafii.

## Lista parafii
Źródło:
| Lp. | Miejscowość     | Parafia                                                    | Proboszcz       | Kościół                                                              | Grafika |
| --- | --------------- | ---------------------------------------------------------- | --------------- | -------------------------------------------------------------------- | ------- |
| 1   | Cabuna          | Parafia Najświętszej Maryi Panny Królowej Różańca Świętego | Valent Furjan   | Kościół Najświętszej Maryi Panny Królowej Różańca Świętego w Cabunie |         |
| 2   | Gradina         | Parafia św. Eliasza, proroka                               | Ivan Pofuk      | Kościół św. Eliasza w Gradinie                                       |         |
| 3   | Lukač           | Parafia św. Łukasza Ewangelisty                            | Mario Mesić     | Kościół św. Łukasza Ewangelisty w Lukaču                             |         |
| 4   | Stari Gradac    | Parafia św. Piotra Apostoła                                | Slavko Patrle   | Kościół św. Piotra Apostoła w Starim Gradacu                         |         |
| 5   | Suhopolje       | Parafia św. Teresy z Avila                                 | Pavao Filipović | Kościół św. Teresy z Avila w Suhopolju                               |         |
| 6   | Špišić Bukovica | Parafia św. Jana Chrzciciela                               | Mijo Tikvić OFM | Kościół św. Jana Chrzciciela w Špišiciu Bukovicy                     |         |
| 7   | Turnašica       | Parafia Trójcy Przenajświętszej                            | Mihael Kos      | Katedra Trójcy Przenajświętszej w Turnašicy                          |         |
| 8   | Virovitica      | Parafia św. Rocha                                          | Rozo Brkić OFM  | Kościół św. Rocha w Viroviticy                                       |         |
| 9   | Virovitica      | Parafia św. Leopolda Mandicia                              | Ivica Šoh       | Kościół św. Leopolda Mandicia w Viroviticy                           |         |
| 10  | Virovitica      | Parafia bł. Alojzije Stepinaca                             | Josip Homjak    | Kościół bł. Alojzije Stepinaca w Viroviticy                          |         |